# Roodkopeekhoorn
De roodkopeekhoorn (Dremomys pernyi)  is een zoogdier uit de familie van de eekhoorns (Sciuridae). De wetenschappelijke naam van de soort werd voor het eerst geldig gepubliceerd door Milne-Edwards in 1867.

## Voorkomen
De soort komt voor in India, China, Birma, Taiwan en Vietnam.